# Gnaeus Fulvius Maximus Centumalus
Gnaeus Fulvius Maximus Centumalus war ein römischer Staatsmann in der ersten Hälfte des 3. Jahrhunderts aus der gens Fulvia, die ab dem ausgehenden 4. Jahrhundert v. Chr. stark an Bedeutung gewonnen hatte.
Nach den fasti Capitolini war Centumalus Sohn und Enkel eines Gnaeus, sein Bruder könnte wegen der gleichlautenden Filiation Marcus Fulvius Paetinus, Konsul 299 v. Chr., gewesen sein. Mit ihnen verwandt sind sicherlich die gleichzeitigen Fulvii Curvi, die aber das praenomen Lucius führten.
Als Legat des Marcus Valerius Maximus Corvus zeichnete er sich 302 v. Chr. im Kampf gegen die Etrusker durch Schlauheit aus. 298 wurde er Konsul zusammen mit Lucius Cornelius Scipio Barbatus. Über die Kämpfe der Konsuln herrscht in den Quellen Uneinigkeit: Nach Livius siegte Centumalus gegen die Samniten bei Bovianum und eroberte dieses anschließend zusammen mit der Stadt Aufidena; laut Frontinus marschierte er auch nach Lukanien, wo aber nachweislich sein Kollege stand. Er feierte für seine Erfolge am 13. November 298 einen Triumph über Samniten und Etrusker. Im Jahr 295 zog er mit proprätorischem Imperium in Richtung Clusium in Etrurien und sorgte so für den Abzug etruskischer Kontingente vor der Schlacht von Sentinum.
Über 30 Jahre nach seinem Konsulat wurde er 263 dictator clavi figendi causa – ein Amt, das zuletzt 50 Jahre zuvor ausgeübt worden war. Bald darauf wird er gestorben sein. Nachkommen waren der Konsul von 229, Gnaeus Fulvius Centumalus, und der gleichnamige Konsul von 211, der 210 gegen Hannibal fiel.